# Fundulus lineolatus
Fundulus lineolatus (Agassiz, 1854) è un pesce d'acqua dolce appartenente alla famiglia Fundulidae.

## Distribuzione e habitat
Questa specie è diffusa in Nordamerica, nella fascia orientale tra Virginia e Florida, dove abita paludi, acque ferme di corsi d'acqua e lagune.

## Descrizione
F. lineolatus presenta un corpo allungato, piuttosto compresso ai fianchi, ma scattante e muscoloso; le pinne dorsale ed anale sono opposte e simmetriche, posizionate vicino al robusto peduncolo caudale. Tutte le pinne sono arrotondate. La livrea vede testa argentea con una macchia bruna intorno agli occhi, dorso bronzeo con riflessi metallici, fianchi e ventre argentei: il maschio ha lungo i fianchi 11-14 linee verticali nere, con confini irregolari, la femmina invece più linee verticali nere molto sottili. Le pinne sono giallastre, tendenti al trasparente, con minute screziature brune.

Il maschio raggiunge 8,4 cm di lunghezza, la femmina si attesta sui 4,5 cm.

## Riproduzione
La femmina depone le uova, subito fecondate dal maschio, nel fondo limaccioso. Non vi sono cure parentali.